# The Fool Circle
The Fool Circle è il dodicesimo album in studio del gruppo rock scozzese Nazareth, pubblicato nel 1981.

## Tracce
1. Dressed to Kill (Pete Agnew, Dan McCafferty) – 3:30
2. Another Year (Manny Charlton) – 3:28
3. Moonlight Eyes (McCafferty) – 3:33
4. Pop the Silo (Agnew, McCafferty) – 3:18
5. Let Me Be Your Leader (Charlton) – 3:49
6. We Are the People (Agnew, McCafferty) – 3:33
7. Every Young Man’s Dream (Darrell Sweet) – 3:16
8. Little Part of You (Charlton) – 3:28
9. Cocaine (J.J. Cale; live) – 4:34
10. Victoria (Sweet) – 3:19

## Formazione
Gruppo
- Dan McCafferty - voce
- Manny Charlton - chitarre
- Pete Agnew - basso, cori
- Darrell Sweet - batteria

Altri musicisti
- Zal Cleminson - chitarra acustica a 12 corde in Cocaine
- John Locke - tastiere
- Jeff Baxter - sintetizzatore, vocoder